# Венгер Олександр Васильович
Олекса́ндр Васи́льович Венгер — полковник Збройних сил України.
Станом на 2013 рік — командир контингенту 56-го вертольотного загону в Ліберії, військовий льотчик 2-го класу.

## Нагороди
За особисту мужність і героїзм, виявлені у захисті державного суверенітету та територіальної цілісності України, вірність військовій присязі під час російсько-української війни
- нагороджений орденом Богдана Хмельницького III ступеня (27.5.2015).